# Musée spécial de l'École française
Le musée spécial de l'École française est un ancien musée de peinture et de sculpture fondé en 1797 et disparu en 1810, au sein des Grands Appartements du château de Versailles. Avec sa création, le château de Versailles perd sa fonction de résidence royale, et devient un musée public.

## Histoire
En 1793, au cours de la Révolution française, le palais du Louvre devient un musée national : les habitants de Versailles se sentent lésés par rapport à Paris. Le 5 mai 1794, la Convention nationale décrète la fin des pillages. À la demande de Versailles, le 3 août, un arrêt instaure l'ouverture au public du dépôt départemental d'œuvres d'art formé au palais, deux fois tous les dix jours. En 1796, un musée central des arts de Versailles voit le jour.
L'année suivante, à la demande de Charles Philippe Fayolle, ancien commissaire de la Marine et détenteur d'un cabinet de curiosités à Versailles, Pierre Bénézech, alors ministre de l'Intérieur, chargé de l'Instruction publique et des Beaux-Arts, incite le Directoire à faire du Louvre un musée des Écoles étrangères et du château de Versailles le musée de l'École française. Le musée spécial de l'École française constituerait une sorte d'annexe du Louvre exposant principalement des peintres français contemporains. Pierre Bénézech entend faire du musée un « monument à la gloire national », l'art français du XVIe siècle au XVIIIe siècle y étant représenté. Les tableaux des maîtres de l'école française sont transférés depuis le Louvre vers Versailles, tandis que ceux des écoles étrangères quittent Versailles pour Paris. L'artiste Jean-Honoré Fragonard dirige les convois. Dans un livret à destination des visiteurs publié en 1801, on recense 352 peintures et 32 sculptures au musée spécial de l'École française, sans compter les plus de 700 œuvres en réserve.
En 1801, le musée du Luxembourg apparaît : il expose également des tableaux de l'école française de peinture, imposant une concurrence. Dès 1802, de nombreux tableaux y sont d'ailleurs transférés. D'autres œuvres sont acheminées vers le château de Saint-Cloud, le musée des beaux-arts de Lyon et diverses églises de Paris.
Cependant, en 1803, deux géographes, Edme Mentelle et Victor Adolphe Malte-Brun, estiment que le musée « peut donner une idée parfaite de l'histoire de l'art en France, et des différentes manières successivement adoptées, depuis son origine jusqu'à nos jours ». Ils précisent que l'un des objectifs du musée consiste à attirer des amateurs étrangers. Ils dressent une liste des principaux artistes exposés, parmi lesquels Charles Antoine Coypel, Jean-Honoré Fragonard, Charles Le Brun, le Lorrain, Eustache Le Sueur, Pierre Mignard Nicolas Poussin, Pierre-Paul Prud'hon, Hyacinthe Rigaud et Claude Joseph Vernet. Le vénitien Paul Véronèse figure également dans la liste, ce qui montre que le musée spécial n'est pas exclusivement dédié à la peinture française dans les faits. Le musée mettait en parallèle des peintres anciens et des peintres vivants, au nombre de trente-six en 1801.
En 1810, les travaux de restauration des Grands Appartements du château de Versailles décidés par Napoléon ont raison du musée, qui disparaît. L'historien de l'art britannique Andrew McClellan avance que le musée spécial de l'École française, précurseur à ses yeux du musée du Luxembourg, participe à l'effort républicain de construction d'une conscience nationale. Il prétend que la distinction hiérarchique entre une « école française » de peinture, pérenne et rationnelle, et des « écoles étrangères » inégales participe de la mise en valeur de la « terre de liberté » que serait la république française nouvellement constituée.